# Robert Riefenstahl
Robert Riefenstahl (* 19. Oktober 1823 in Ilsenburg; † 19. September 1903 ebenda) war ein deutscher Landschaftsmaler.

## Leben
Nach dem Schulbesuch in Ilsenburg ging Riefenstahl auf das gräfliche Gymnasium in Wernigerode, nach dessen Abschluss er in der väterlichen Fleischerei mithalf, die später zu einem Gasthof umgewandelt wurde, in dem sich neben anderen auch Landschaftsmaler als Feriengäste einquartierten.
Schnell entdeckte Robert Riefenstahl sein eigenes künstlerisches Talent. Unterstützt vom Kunstmaler Georg Jabin aus Düsseldorf erlernte er die Grundtechniken des Malens und Zeichnens. Zur Vervollkommnung seines Wissens besuchte er die Düsseldorfer Kunstakademie, von der er jedoch enttäuscht zurückkehrte und sich autodidaktisch weiterbildete. Fotografisch genau hielt er in seinen Skizzen, Zeichnungen und Ölgemälden Straßen, Häuser und Hüttenanlagen Ilsenburgs fest.
Riefenstahl war befreundet mit dem ebenfalls in Ilsenburg ansässigen Künstlerehepaar Elise und Georg Heinrich Crola. In der heutigen Punierstraße 25, in der Nähe der Crolas, ließ er für sich ein Wohnhaus errichten, das bald zum Treffpunkt von Künstlern wurde.

## Werke

Robert Riefenstahl: Drei Annen, 1864

Riefenstahls Arbeiten sind gekennzeichnet von einer romantischen Betrachtungsweise mit großer Detailfreudigkeit. 2004 wurden auf Schloss Wernigerode zahlreiche seiner Werke ausgestellt.